# Hieronymus von Brückner
Hieronymus von Brückner (* 30. Oktober 1730 in Erfurt; † 7. September 1806 in Berlin) war ein preußischer Generalmajor und Chef des Dragonerregiments Nr. 9.

## Leben

### Herkunft
Er entstammt der Erfurter Gelehrtenfamilie von Brückner und war der Sohn des Dr. jur. utr. Hieronymous von Brückner (* 28. Juni 1690; † 1762) und dessen Ehefrau Christine Sophie, geborene Sibert. Wilhelm Hieronymus Brückner (1656–1736) war sein Großonkel und Jacob Ernst von Brückner (1699–1746) sein Onkel.

### Militärkarriere
Brückner kam im Jahr 1751 in das Dragonerregiment Nr. 3 und wurde dort am 22. Mai 1755 Fähnrich. Im Siebenjährigen Krieg nahm er an den Schlachten bei Lobositz, Prag, Kolin, Roßbach, Kunersdorf und an der Belagerung von Schweidnitz teil. In der Zeit wurde er am 8. April 1757 Sekondeleutnant.
Nach dem Krieg wurde er am 7. Oktober 1766 Stabskapitän im Regiment Nr. 3 und am 5. Februar 1776 Major. Er nahm dann am Bayrischen Erbfolgekrieg teil, wurde am 1. März 1786 Oberstleutnant und am 2. Juni 1790 Oberst. Am 9. September 1791 wurde er Kommandeur des Dragonerregiments Nr. 3 und bei der Revue am 3. Juni 1792 erhielt er den Orden Pour le Mérite. Am 12. November 1792 wurde er zum Chef des Dragonerregiments Nr. 9 ernannt und am 8. Januar 1793 zum Generalmajor.
Am 5. Mai 1794 erhielt er die Genehmigung seinen Sohn in das Regiment aufzunehmen. Mit dem Regiment kam er dann während des Kościuszko-Aufstands nach Polen und nahm an der Einnahme von Warschau teil. Aber am 25. November 1797 erhielt er seine Demission und eine Pension von 1000 Talern. Er starb am 7. September 1806 in Berlin.

### Familie
Brückner war mit Johanna Krause verheiratet. Das Paar hatte mehrere Kinder, die am 20. März 1793 legitimiert wurden, darunter:
- Karl Ferdinand (* 1777; † 15. August 1803), Secondeleutnant im Husarenregiment Nr. 3. Er starb bei einem Sturz vom Pferd.
- Wilhelm Heinrich (* 1789; † 1. August 1801)